# Svitle, Sloveanoserbsk
Svitle (în ucraineană Світле) este un sat în comuna Vesela Hora din raionul Sloveanoserbsk, regiunea Luhansk, Ucraina.

## Demografie
Componența lingvistică a localității Svitle
     Rusă (75,93%)
     Ucraineană (24,07%)
Conform recensământului din 2001, majoritatea populației localității Svitle era vorbitoare de rusă (75,93%), existând în minoritate și vorbitori de ucraineană (24,07%).